# Liga Luxemburguesa de Basquetebol de 2020-21
A Temporada da Total Liga de 2020–21 foi a 68ª edição da competição de elite do basquetebol de Luxemburgo tendo o Etzella Ettelbruck como defensor do título Luxemburguês.
A liga leva o nome oficial de Total League em virtude de contrato de patrocinador.

## Clubes Participantes
| Clube                 | Cidade           | Arena                                   |
| --------------------- | ---------------- | --------------------------------------- |
| AB Contern            | Contern          | Ginásio Esportivo "Um Ewent"            |
| Amicale Steinsel      | Steinsel         | Ginásio Poliesportivo "Alain Marchetti" |
| Arantia Larochette    | Larochette       | Hall sportif Centre Filano              |
| Basket Esch           | Esch-sur-Alzette | Ginásio Poliesportivo Esch-sur-Alzette  |
| Etzella Ettelbruck    | Ettelbruck       | Centro Esportivo du Deich               |
| Musel Pikes           | Stadtbredimus    | Sporthal Stadbriedemes                  |
| Racing Luxembourg     | Luxemburgo       | Centre sportif Tramsschapp              |
| Résidence Walferdange | Walferdange      | Pavilhão Esportivo                      |
| Sparta Bertrange      | Bertrange        | Centro Atert                            |
| T71 Dudelange         | Dudelange        | Salle Fos Grimler                       |
| Telstar Hesperange    | Hesperange       | Holleschberg                            |
| U.S. Hiefenech        | Heffingen        | Centro Esportivo Heffingen              |

## Temporada Regular

### Tabela de Classificação
| Pos. | Clube                 | J  | V  | D  | P+   | P-   | Pt. | Classificação     |
| ---- | --------------------- | -- | -- | -- | ---- | ---- | --- | ----------------- |
| 1    | Etzella Ettelbruck    | 22 | 18 | 4  | 1961 | 1620 | 40  | Semifinais        |
| 2    | Résidence Walferdange | 22 | 18 | 4  | 1809 | 1605 | 40  | Semifinais        |
| 3    | T71 Dudelange         | 22 | 17 | 5  | 1916 | 1576 | 39  | Quartas de finais |
| 4    | Basket Esch           | 22 | 16 | 6  | 1918 | 1691 | 38  | Quartas de finais |
| 5    | AB Contern            | 22 | 14 | 8  | 1926 | 1777 | 36  | Quartas de finais |
| 6    | Arantia Larochette    | 22 | 13 | 9  | 1749 | 1728 | 35  | Quartas de finais |
| 7    | Racing Luxembourg     | 22 | 9  | 13 | 1723 | 1646 | 31  |                   |
| 8    | Musel Pikes           | 22 | 9  | 13 | 1611 | 1736 | 31  |                   |
| 9    | U.S. Hiefenech        | 22 | 9  | 13 | 1637 | 1778 | 31  |                   |
| 10   | Amicale Steinsel      | 22 | 5  | 17 | 1701 | 1935 | 27  |                   |
| 11   | Sparta Bertrange      | 22 | 4  | 18 | 1575 | 1684 | 25  |                   |
| 12   | Telstar Hesperange    | 22 | 0  | 22 | 1288 | 2038 | 21  |                   |

|  |                                              |
|  | Classificados diretamente para as semifinais |
|  | Classificados para as quartas de finais      |

### Confrontos
| Casa\Visitante        | ABC    | AMI    | ARA    | BAS    | ETZ    | MUS    | RAC   | RES    | SPA    | T71    | TEL    | USH    |
| --------------------- | ------ | ------ | ------ | ------ | ------ | ------ | ----- | ------ | ------ | ------ | ------ | ------ |
| AB Contern            |        | 99-74  | 87-77  | 87-93  | 77-88  | 86-76  | 72-90 | 79-71  | 105-79 | 86-90  | 101-57 | 83-66  |
| Amicale Steinsel      | 89-99  |        | 75-80  | 66-86  | 80-93  | 72-93  | 68-74 | 80-85  | 76-73  | 79-107 | 91-71  | 83-86  |
| Arantia Larochette    | 87-77  | 89-81  |        | 58-83  | 85-75  | 84-64  | 85-77 | 78-85  | 86-79  | 85-86  | 86-82  | 70-71  |
| Basket Esch           | 102-98 | 93-78  | 76-78  |        | 96-101 | WO     | 75-65 | 101-63 | 79-71  | 78-92  | 86-64  | 103-61 |
| Etzella Ettelbruck    | 110-90 | 111-71 | 83-55  | 82-88  |        | 67-52  | 82-75 | 88-65  | 92-74  | 79-75  | 111-54 | 93-53  |
| Musel Pikes           | 77-88  | 67-75  | 64-75  | 74-87  | 76-95  |        | 61-78 | 80-94  | 77-64  | 79-74  | 80-65  | 70-74  |
| Racing Luxembourg     | 96-78  | 83-68  | 84-85  | 74-83  | 82-93  | 75-77  |       | 60-83  | 81-88  | 77-79  | 102-56 | 92-59  |
| Résidence Walferdange | 77-72  | 102-78 | 98-82  | 86-93  | 77-74  | 102-71 | 75-71 |        | 82-70  | 83-78  | 103-62 | 87-76  |
| Sparta Bertrange      | 76-82  | 71-82  | 60-70  | 98-80  | 80-85  | 73-83  | 64-67 | WO     |        | 78-94  | 87-56  | 75-85  |
| T71 Dudelange         | 88-91  | 111-67 | 106-99 | 89-74  | 93-72  | 97-61  | 90-67 | 72-75  | 87-67  |        | WO     | 85-60  |
| Telstar Hesperange    | 57-91  | 61-92  | 61-88  | 67-112 | 54-96  | 69-78  | 54-99 | 65-116 | 42-86  | 46-108 |        | 82-93  |
| U.S. Hiefenech        | 67-93  | 101-76 | 69-79  | 68-81  | 71-91  | 73-80  | 71-54 | 75-80  | 73-62  | 73-95  | 112-64 |        |

## Playoffs

### Quartas de finais
| Equipa 1      | Placar   | Equipa 2           |
| ------------- | -------- | ------------------ |
| T71 Dudelange | 106 - 64 | Arantia Larochette |
| Basket Esch   | 100 - 90 | AB Contern         |

### Semifinais
| Equipa 1              | Série | Equipa 2      | 1.º jogo | 2.º jogo | 3.º jogo |
| --------------------- | ----- | ------------- | -------- | -------- | -------- |
| Etzella Ettelbruck    | 1 - 2 | Basket Esch   | 80 - 79  | 81-102   | 76-88    |
| Résidence Walferdange | 0 - 2 | T71 Dudelange | 68 - 94  | 76- 93   | -        |

### Final
| Equipa 1    | Série | Equipa 2      | 1.º jogo | 2.º jogo | 3.º jogo |
| ----------- | ----- | ------------- | -------- | -------- | -------- |
| Basket Esch | 0 - 2 | T71 Dudelange | 71 - 80  | 71-82    | -        |

## Premiação
| Total League 2020-21               |
| Luxemburgo                         |
| ---------------------------------- |
| Campeão T71 Dudelange (13° título) |